# Cantó de Courbevoie-Nord
El cantó de Courbevoie-Nord és un antic cantó francès del departament dels Alts del Sena, que estava situat al districte de Nanterre. Comptava amb part del municipi de Courbevoie.
Al 2015 va desaparèixer i el seu territori es va repartir entre el cantó de Courbevoie-1 i el cantó de Courbevoie-2.

## Municipis
- Courbevoie (part)

## Història
| Data d'elecció                           | Identitat       | Partit                        | Qualitat |
| ---------------------------------------- | --------------- | ----------------------------- | -------- |
| 1967-1988                                | Lucien Pinchaux | UDR, després RPR              |          |
| 1988-2008                                | Lucien Maroteau | RPR, després RPF, després UMP |          |
| 2008-                                    | Daniel Courtes  | UMP                           |          |
| les dades anteriors no són pas conegudes |                 |                               |          |
|                                          |                 |                               |          |

## Demografia
| A partir de 1990: Població sense dobles comptes |